# ادیت نورثمن
ادیت نورثمن (۱۸۹۳–۱۹۵۶) یکی از نخستین زنان معمار در جنوب کالیفرنیا و اولین زن دارای پروانه معماری در لس‌آنجلس بود. او بر روی طیف گسترده‌ای از ساختمان‌ها در این منطقه کار کرد که شامل بناهای مسکونی و تجاری می‌شد.

## زندگی و تحصیلات اولیه
ادیت مورتنسن نورثمن در ۸ اکتبر ۱۸۹۳ در دانمارک از پدری دانمارکی و مادری سوئدی زاده شد. خانواده او زمانی که نه‌ساله بود به نروژ مهاجرت کردند و او دوران دبیرستان خود را در آنجا گذراند. سپس به کپنهاگ رفت تا در مدرسه استدیوی هنر به تحصیل هنر بپردازد. خانواده او در سال ۱۹۱۴ به ایالات متحده مهاجرت کردند و چند سال بعد، نورثمن به بریگام سیتی، یوتا رفت و به‌عنوان کتابدار مشغول به کار شد. در آنجا به معماری علاقه‌مند شد و در سال ۱۹۱۸ به سالت لیک سیتی نقل مکان کرد و به‌عنوان طراح معماری برای یوجین آر. ویلون کار کرد.
به دلیل مشکلات سلامتی، نورثمن در سال ۱۹۲۰ به لس‌آنجلس نقل مکان کرد و در دفتر معماری کلارنس جی. اسمیل (Clarence J. Smale) مشغول به کار شد و در نهایت به مقام سرطراح او رسید. او در سال ۱۹۲۶ شرکت خود را تأسیس کرد اما تقریباً بلافاصله در دانشگاه کالیفرنیای جنوبی برای تحصیل در رشته معماری ثبت‌نام کرد. او در سال ۱۹۳۰ مدرک خود را از این دانشگاه دریافت کرد و در سال بعد پروانه معماری ایالت را اخذ کرد.

## حرفه
نورثمن در دوران رکود بزرگ فعالیت حرفه‌ای خود را آغاز کرد و در طول ۲۵ سال کاری خود، بیش از صد ساختمان در سبک‌های مختلف طراحی کرد که شامل خانه‌های تک‌خانواری، مجتمع‌های مسکونی، هتل‌ها، یک کلیسا، یک کنیسه، کارخانه‌ها، جایگاه‌های سوخت و دیگر ساختمان‌های تجاری بود. او ساختمان‌های مسکونی متعددی را در مناطق مختلف جنوب کالیفرنیا از جمله بورلی هیلز، هنکاک پارک (Hancock Park)، ویلمیر پارک (Wilshire Park)، لس فلیز، لس‌آنجلس (Los Feliz, Los Angeles) و پالم اسپرینگز (Palm Springs) طراحی کرد. سبک معماری او ترکیبی از سبک‌های سنتی اروپایی (مانند کلیسای لوتری دانمارکی و Normandie Mar Apartment Hotel) و سبک مدرن مینیمال آمریکایی همراه با عناصر استریم‌لاین مدرن بود.
برخی از مشتریان او با صنعت سینما در ارتباط بودند، از جمله بازیگر ژان هرشولت. او همچنین مشاور فیلم زنی که مردی را تعقیب می‌کند (Woman Chases Man) بود که شخصیت اصلی آن یک معمار بود. یکی از بزرگ‌ترین قراردادهای او با شرکت یونیون اویل (Union Oil) بود که برای آن بیش از ۵۰ جایگاه سوخت را از سن‌دیگو تا ونکوور طراحی کرد. این شرکت در سال ۱۹۳۴ دو پتنت برای طراحی‌های او در جایگاه‌های سوخت دریافت کرد.
هتل آپارتمان نورماندی‌مار که توسط نورثمن در فرزنو طراحی شد، از قصرهای فرانسوی الهام گرفته شده و دارای سقف‌های شیب‌دار، پنجره‌های چندلایه با منتن، برجک‌های تزئینی و گچ‌بری‌های برجسته است. این بنا تنها اثر شناخته‌شده او در دره سن‌خواکین محسوب می‌شود.
در طول جنگ جهانی دوم، نورثمن در سپاه مهندسان ارتش ایالات متحده (United States Army Corps of Engineers) بر روی استحکامات، بیمارستان‌ها، سرویس‌های بهداشتی و دیگر پروژه‌های ساختمانی کار کرد. پس از جنگ، او به کار خصوصی بازگشت و تخصص خود را در طراحی مجتمع‌های مسکونی و هتل‌های بزرگ در لس‌آنجلس و پالم اسپرینگز متمرکز کرد. در اوایل دهه ۱۹۵۰، نورثمن به بیماری پارکینسون مبتلا شد و به دلیل ناتوانی در نگه‌داشتن مداد، ناچار به بازنشستگی شد. او در سال ۱۹۵۶ در سالت لیک سیتی (Salt Lake City) درگذشت. ستون‌نویس مستقر در واشینگتن، دی.سی. جک اندرسون، برادرزاده نورثمن بود.

## فهرست جزئی از ساختمان‌ها
- آپارتمان‌های Fernwood Arms، لس‌آنجلس (۱۹۲۹)
- آپارتمان‌های Sir Francis Drake، لس‌آنجلس (۱۹۲۹)
- کلیسای Home Gardens Ward LDS، شماره ۹۷۲۲، خیابان سن آنتونیو، ساوت گیت (۱۹۲۸)
- ساختمان آپارتمانی Berger Winston، لس‌آنجلس (۱۹۳۷)[۱]
- کلیسای لوتری دانمارکی، لس‌آنجلس (۱۹۳۷)
- خانه Insley، لس‌آنجلس (۱۹۴۰)
- هتل آپارتمان Normandie Mar، فرزنو (۱۹۳۹)
- آپارتمان‌های Villa Sevilla، وست هالیوود (۱۹۳۱)
- آپارتمان‌های Laurel Manor، وست هالیوود (۱۹۴۰)[۳][۵][۶]